# Bulbophyllum funingense
Bulbophyllum funingense är en orkidéart som beskrevs av Zhan Huo Tsi och H.C.Chen. Bulbophyllum funingense ingår i släktet Bulbophyllum och familjen orkidéer. Inga underarter finns listade i Catalogue of Life.